# Narodni park Una
Narodni park Una (bosansko, srbsko, hrvaško Nacionalni park Una, Национални парк Уна) je bil ustanovljen 29. maja 2008 v porečjih Gornje Une, Krke in Unca. Je največji narodni park v Bosni in Hercegovini. Glavni namen parka je ohraniti neokrnjeno reko Uno in njena pritoka Krko in Unac, ki tečejo skozi narodni park.

## Geografija
Zaščitena cona Narodnega parka meri 198 km2 in se razteza od izvira Krke proti zahodu do njenega izliva v Uno na državni meji med Bosno in Hercegovino in Hrvaško. Od sotočja poteka zahodna meja parka po državni meji do Martin Broda, kjer se v Uno izliva Unac. Od tu sega park proti vzhodu do vstopa Unca v njegov kanjon nekaj kilometrov od Drvarja in na sever do naselja Ripač nekaj kilometrov južno od Bihaća. 

## Vode
Lepoto narodnega parka poudarjajo beli slapovi in brzice na Uni. Najbolj znani so slapovi pri Martin Brodu, kjer se začne priljubljeno kajakaško tekmovanje "Mednarodna regata Una". Malo niže je slap Buktrbački Buk, ki je največji in ena glavnih znamenitosti parka. V celem parku so odlični pogoji za rafting, ribolov, kolesarjenje, pohodništvo in kampiranje. Priljubljeno je tudi skakanje z mostov v Bihaću in Bosanski Krupi. 

## Biologija
Narodni park Una je znan tudi po svoji biotski raznovrstnosti, saj ima kar 30 vrst rib in 130 vrst ptic in druge živali, vključno z risi, lisicami, volkovi, medvedi in gamsi.

## Zgodovina
Območje parka ima bogato kulturno-zgodovinsko dediščino in številna arheološka najdišča, številna iz prazgodovine. Pomembna zgodovinska in kulturna dediščina območja znotraj in zunaj območja parka so rimska utrdba Milančeva Kula, samostan Rmanj in srednjeveška trdnjava Ostrovica nad Kulen Vakufom. Izven Narodnega parka Una je trdnjava Sokolačka Kula v vasi Sokolac pri Bihaću in grad Ostrožac med Bihaćem in Bosansko Krupo.

## Park miru Plitvice-Una
Narodni park Una je v neposredni bližini deviških gozdov na planini Plješivici, ki se razteza na meji med Bosno in Hercegovino in Hrvaško do Narodnega parka Plitvička jezera na Hrvaškem. Veliki slap na Plitvicah je najvišji slap na Hrvaškem.